# Ljubomirsko polje
Ljubomirsko polje je krško polje u Bosni i Hercegovini.
Manje je krško polje sjeverno od Trebinja u južnoj Hercegovini. Pruža se dinarskim pravcem sjeverozapad-jugoistok gotovo paralelno s Popovim poljem. Od Popova polja odvojeno je planinom Bjelasnicom s vrhom Motka (1396 metara nadmorske visine). Dugo je 10 kilometara, a široko između 500 i 1000 metara. Poljem protiče rijeka Brova koja izvire kod Ukšića, a ponire kod Ždrijelovića. 
Kroz polje je vodio rimski put za Epidaur (današnji Cavtat), a kod Ukšića je bila cestovna stanica Ad Zizio.